# Provanna variabilis
Provanna variabilis là một loài ốc biển, là động vật thân mềm chân bụng sống ở biển thuộc họ Provannidae.